# 何川一幸
何川 一幸（なにかわ かずゆき、1947年〈昭和22年〉1月13日 - ）は、日本の政治家。元熊本県上天草市長（1期）。

## 経歴
熊本県出身。九州学院高等学校卒。大矢野町（現・上天草市）長を3期務める。2004年〈平成16年〉大矢野町は合併で上天草市となり、合併後の市長選挙に立候補し、無投票で当選する。上天草市長は1期務め、2007年〈平成19年〉の熊本県議会議員選挙に無所属で立候補したが、落選した。2014年〈平成26年〉の市長選挙に再び立候補したが、落選した。